# Lucía Pérez
Lucía Pérez (O Incio, Lugo, 5 juli 1985) is een Spaans zangeres.

## Biografie
In 2002 won Pérez Cantareira, een zangwedstrijd op de lokale televisiezender Televisión de Galicia. Een jaar later bracht ze haar eerste album uit: Amores y amores. In 2005 vertegenwoordigde ze Spanje op het Internationaal Songfestival van Viña del Mar in Chili. Ze werd tweede met Qué haría contigo. In 2009 nam ze een tweede keer deel.
In 2011 nam Pérez deel aan Destino Eurovisión 2011, de Spaanse preselectie voor het Eurovisiesongfestival 2011 in Düsseldorf, Duitsland. Ze won de finale, waardoor ze Spanje mocht vertegenwoordigen op het zesenvijftigste Eurovisiesongfestival met het nummer Que me quiten lo bailao. Ze eindigde uiteindelijk als 23ste op de twee na laatste plaats.
1961: Conchita Bautista · 
1962: Víctor Balaguer · 
1963: José Guardiola · 
1964: Tim, Nelly & Tony · 
1965: Conchita Bautista · 
1966: Raphael · 
1967: Raphael · 
1968: Massiel · 
1969: Salomé · 
1970: Julio Iglesias · 
1971: Karina · 
1972: Jaime Morey · 
1973: Mocedades · 
1974: Peret · 
1975: Sergio & Estíbaliz · 
1976: Braulio · 
1977: Micky · 
1978: José Vélez · 
1979: Betty Missiego · 
1980: Trigo Limpio · 
1981: Bacchelli · 
1982: Lucía · 
1983: Remedios Amaya · 
1984: Bravo · 
1985: Paloma San Basilio · 
1986: Cadillac · 
1987: Patricia Kraus · 
1988: La Década · 
1989: Nina · 
1990: Azúcar Moreno · 
1991: Sergio Dalma · 
1992: Serafín Zubiri · 
1993: Eva Santamaría · 
1994: Alejandro Abad · 
1995: Anabel Conde · 
1996: Antonio Carbonell · 
1997: Marcos Llunas · 
1998: Mikel Herzog · 
1999: Lydia · 
2000: Serafín Zubiri · 
2001: David Civera · 
2002: Rosa · 
2003: Beth · 
2004: Ramón · 
2005: Son de Sol · 
2006: Las Ketchup · 
2007: D'Nash · 
2008: Rodolfo Chikilicuatre · 
2009: Soraya · 
2010: Daniel Diges · 
2011: Lucía Pérez · 
2012: Pastora Soler · 
2013: El Sueño de Morfeo · 
2014: Ruth Lorenzo · 
2015: Edurne · 
2016: Barei · 
2017: Manel Navarro · 
2018: Alfred & Amaia · 
2019: Miki · 
2021: Blas Cantó · 
2022: Chanel · 
2023: Blanca Paloma · 
2024: Nebulossa · 
2025: Melody
- Biblioteca Nacional de España: XX5163136
- International Standard Name Identifier: 0000 0003 6445 4119
- Library of Congress Control Number: nb99140057
- MusicBrainz: 66370f1a-ae37-4ecb-b6da-5ee1224ec335
- Virtual International Authority File: 229024218
- WorldCat: E39PBJgMtFR8wwyFVTtf4DHjYP